# مستوطنات (فلسطين المحتلة)

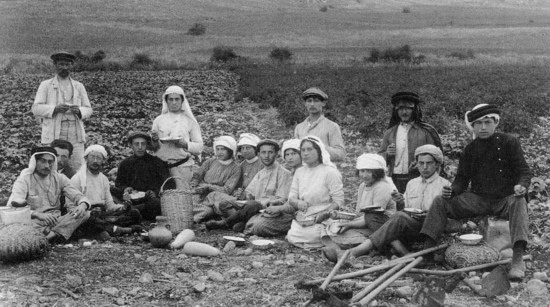
مستوطنون من اليهود المهاجرين يرتدون لباسا عربيا في أحد حقول المجدل.

المستوطنات الإسرائيلية وتعرف شعبيا باسم المُغْتَصَبات الإسرائيلية (بالعبرية: קיבוץ وتنطق كيبوتس وتعني تجمّـُع) هي تجمعات لمهاجرين أجانب مُنحوا الإذن بالبقاء لفترة غير محدودة، في فلسطين المحتلة، وتضم المستوطنات عددا من المزارعين والعمال الذين يعيشـون ويعملون سـوياً، ويبلغ عـددهم ما بين 40 و1500 عضو.
تُعدُّ المستوطنات من أهم الأسس التي تستند إليها الحركة الصهيونية في فلسطين (قبل 1948) أو إسرائيل (بعد تأسيسها)، والتي أثرت على الحياة السياسية والاجتماعية في الكيان المحتل (إسرائيل) حتى بداية الثمانيات وقتما بدأ انحطاطها. وهو مؤسسة استعمارية  فريدة مقصورة على المجتمع الصهيوني والكيان المحتلّ، إذ لا توجد أية مؤسسة تضاهيها في الشرق الأوسط أو خارجه.
والمستوطنات كيان مستقل إداريا على السلطات المحلية ويوفر خدمات تعلمية وصحية وحرفية معتمدا على جهود ذاتية للمستوطنين المقيمين فيه ويلقى دعماً من دولة الاحتلال وقد أخترع هذا الأسلوب في الإدارة لزرع بؤر استيطانية بين الفلسطينيين بحجّة أنه يعالج إشكالية تواجد الأقلية اليهودية في فلسطين بحيت يحتكم اليهود فيما بينهم لقواعد وقوانين وتشريعات تخصهم وحدهم ولا يلجأون لأجهزة الدولة إذ انهم لا يؤمنون بمعتقدات تلك الدولة أو شرائعها.
تأسست أول متسوطنة سنة 1909 على ساحل بحيرة طبريا، على بعد 10 كم جنوبي مدينة طبريا، وسمي «كفوتسات دغانيا» (بالعبرية: קבוצת דגניה) أي «مستوطنة دغانيا»، ومنذ ذلك الحين تأسس نحو 300 متسوطنة تقريبا، آخرها سنة 1998، في سنة 2004 كانت في إسرائيل 278 متسوطنة سكن فيها 126800 نسمة، أي 2% من مواطني إسرائيل، أكثريتهم الساحقة من اليهود، وأغلبهم من اليهود الغربيين أي المهاجرين من أوروبا إلى فلسطين.
تتنوع الانتماءات السياسية في المستوطنات، وتأسست عام 1999 «الحركة الكيبوتسية» تشترك فيه 85% المزارع الجماعية. وقد تكونت «الحركة الكيبوتسية» من منظمتي «الحركة الكيبوتسية الموحدة» («تاكام») و«حركة الكيبوتس القطرية» (أو «هاشومير هاتساعير»). ومن غير هذه الحركة توجد أيضا «حركة الكيبوتس المتدين» التي تجمع التجمعات المتدينة القريبة من الحزب المتدينين القوميين ("المفدال"). قبل 1979 كان الانفصال السياسي بين الكيبوتسات أكثر، ولكن في ظل الصعوبات الاقتصادية اضطرت إلى تكثيف التعاون بينها، وقررت توحيد أجنحتها السياسية.
إن أهمية الكيبوتسات داخل إسرائيل في العقود الثلاثة الأولى لقيام الدولة تبدو من الإحصاءات التي قد تعطي فكرة عن مدى إسهام هذه المؤسسة في المجتمع الإسرائيلي في ذلك الحين. فعلى سبيل المثال لا الحصر، بلغت نسبة أعضاء الكيبوتس في النخبة الحاكمة (أي بين قيادات المجتمع الإسرائيلي) سبعة أضعاف نسبتهم في المجتمع (ويكفي أن نذكر أن دافيد بن غوريون وموشيه ديان وشيمون بيريس ويغآل آلون وغيرهم من أبناء الكيبوتسات). وكان ثُلث الوزراء الإسرائيليين من 1949 حتى 1967 من أعضاء الكيبوتس، كما أن 40% من إنتاج إسرائيل الزراعي و7% من صادراتها في ذلك الحين كانت من إنتاج الكيبوتسات، و8% من إنتاجها الصناعي.
هذا يعني أن نوعية سكان الكيبوتسات كانت من النخبة الصهيونية ومن الفئات القوية في المجتمع الصهيوني، ثم الإسرائيلي، أكبر بكثير من نسبتها في المجتمع. في نهاية سبعينات القرن ال20 ظهرت موجة من الحفيظة ضد الكيبوتسات، خاصة بين اليهود الشرقيين المقيمين في المدن الصغيرة. معظم الأراضي التابعة للكيبوتسات هي بملكية الدولة، من بينها أراض صادرتها الدولة من عرب فلسطينيين هُجّروا خلال حرب 1948. كانت سياسة الدولة عبر السنوات منح الكيبوتسات حرية للاستثمار في أراضي الدولة ما دامت الكيبوتسات تستخدمها للزراعة والصناعة. في نهاية التسعينات أخذت بعض الكيبوتسات تستخدم هذه الأراضي لبناء مراكز تجارية وطالبت الدولة بالاعتراف بالكيبوتسات كمالكة الأراضي بالفعل. وقد نشأت حركة يهود شرقيين تطالب بإعادة تقسيم الأراضي من جديد بسبب إحساسهم بالإجحاف في هذا الأمر معتقدين أن من حقهم الاستفادة بشكل أكبر من الأراضي التابعة للدولة.
منذ فوز حزب الليكود في الانتخابات الإسرائيلية العامة سنة 1977 والأزمة الاقتصادية التي شهدتها إسرائيل في الثمانيات تقلص دعم الحكومة الإسرائيلية للمستوطنات وتقللت أهميتها في المجتمع الإسرائيلي. الكثير من أبناء أعضاء الكيبوتسات انتقلوا إلى المدن أو إلى البلدات غير التعاونية. كذلك، في السنوات الأخيرة، أصبح بعض الكيبوتسات بلدات غير تعاونية لاستحالة أعضائها التمسك بالأفكار التعاونية في ظل التغييرات بمنهج الاقتصاد الإسرائيلي.